# Charles Kiefer-Hablitzel

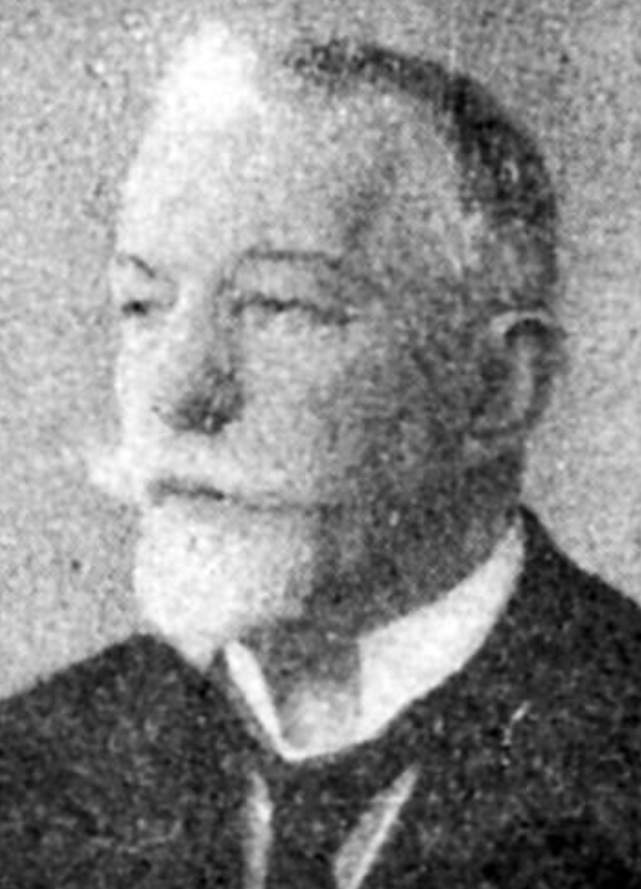
Charles Kiefer-Hablitzel

Charles Kiefer-Hablitzel (* als Karl Anton Kiefer 17. Mai 1872 in Basel; † 15. August 1947 in Luzern) war ein Schweizer Kaufmann, Industrieunternehmer und Mäzen. 1946 gründete er mit seiner Frau Mathilde die Kiefer Hablitzel Stiftung.

## Leben
Charles Kiefer-Hablitzel war Sohn eines Schneiders aus Südbaden, der 1868 in Basel das Schweizer Bürgerrecht erworben hatte. Er beendete seine Schulausbildung in einer Handelsklasse und absolvierte danach eine zweijährige Banklehre in der Privatbank Heusser. Er arbeitete in verschiedenen Basler Firmen, bis er 1894 nach Frankreich und später nach England übersiedelte. Der Versuch, 1897 in Brüssel eine eigene Firma aufzubauen, schlug fehl.  Das bewog ihn zu einem Neuanfang in Rio de Janeiro, wo er in den ersten Tagen des Jahres 1900 eintraf. Da in Brasilien zu der Zeit Französisch die Umgangssprache der Oberschicht war, änderte er seinen Vornamen in «Antoine Charles»; er erlernte auch die portugiesische Sprache.
1901, bei einem Aufenthalt in Basel, machte er Bekanntschaft mit Mathilde Hablitzel, Verkäuferin in einem Sport- und Lederwarengeschäft. Sie folgte ihm ein Jahr später nach Brasilien, später kamen zwei ihrer Brüder nach. Bei seinen Unternehmungen wirkte sie massgeblich mit. Charles Kiefer unterhielt in Brasilien zahlreiche Beteiligungen an Unternehmungen, Hotels und an Minen von Mangan, womit er die Stahlfabrikation im Ersten Weltkrieg belieferte. Zudem führte er die Seidenbandfabrikation im Land ein und war massgeblich an der Entwicklung der Textilindustrie beteiligt. Die Leitung seiner Companhia Fábrica de Botões e Artefatos de Metal in Rio de Janeiro, übertrug er Mitte der 20er Jahre an den Schweizer Industriellen Guido E. Vogt (1901–1939).
In späteren Jahren konzentrierte er sich mehr auf Börsengeschäfte und wurde in den Verwaltungsrat der Banco do Brasil berufen, deren Aktienmehrheit für einige Zeit auf die Namen Kiefer und Hablitzel eingetragen war.
Das gemeinnützige Engagement des kinderlosen Ehepaars begann in Brasilien: Mathilde Kiefer-Hablitzel errichtete ein Waisenhaus und ein kleines Spital, ihr Gatte engagierte sich in der Société Philanthropique Suisse, einer Institution zur Unterstützung von bedürftigen Schweizer Auswanderern.
1923 kehrten Charles und Mathilde Kiefer endgültig in die Schweiz zurück, um sich im zuvor für über eine Million Franken erworbenen Anwesen «Dreilinden» in Luzern niederzulassen, einem schlossartigen Gebäudekomplex in einem grossen Englischen Landschaftsgarten, dem heutigen Dreilindenpark. Der künstlerische Geschmack des Ehepaars orientierte sich am Herkömmlichen: Der Bilderschmuck in der Villa umfasste Gemälde aus dem  16. und 17. Jahrhundert sowie von Albert Anker und von Giovanni Segantini, aber keine Bilder aus den damals aktuellen Kunstrichtungen.

### Luzerner Kunst- und Kongresshaus
Seit 1925 plante die Stadt Luzern den Bau eines Kunst- und Konzerthauses östlich des Bahnhofs. Eine erste Planung rechnete mit 3 Millionen Baukosten. 1929 bot Charles Kiefer der Stadt einen Finanzierungsbeitrag von 2 Millionen an.  Als Gegenleistung verpflichtete sich die Stadt Luzern, dem Ehepaar Kiefer eine Verzinsung von 4 % als lebenslängliche steuerfreie Leibrente von 90‘000 Fr. jährlich auszuzahlen.
Beim Baubeginn 1931 war Charles Kiefer aber infolge der Weltwirtschaftskrise von 1929 nicht zahlungsfähig. Um den Ertrag erfüllen zu können, verpfändete er der Stadt Luzern das Gut «Dreilinden». Nach Verzögerungen wurde das Kunst- und Kongresshaus, gestaltet durch den Architekten Armin Meili, am 9. Dezember 1933 eröffnet. Ab 1938 wurde das Zentrum auch für Musik genutzt, womit die Internationalen Musikfestwochen (seit 2000: Lucerne Festival) in Luzern ihren Anfang nahmen. 1995 wurde der Bau von Armin Meili durch das heutige Kultur- und Kongresszentrum Luzern von Jean Nouvel ersetzt.

### Kiefer Hablitzel Stiftung
Die finanzielle Situation von Charles Kiefer verbesserte sich langsam wieder, er leistete bis 1939 die verbleibenden Zahlungen und trat das Gut «Dreilinden» definitiv an die Stadt Luzern ab, mit lebenslänglichem unentgeltlichen Wohn- und Nutzungsrecht für sich und seine Frau. 1952, zwei Jahre nach ihrem Tod, wurde auf «Dreilinden» das Konservatorium eröffnet.
Infolge von Polemiken im Zusammenhang mit dem Bau des Kunst- und Kongresshauses beschlossen Charles und Mathilde Kiefer, ihr verbleibendes Vermögen nicht der Stadt Luzern, sondern der Schweizerischen Eidgenossenschaft zu vererben. Am 14. November 1941 machten sie ihre Testamente bei einem Notar in Zürich rechtskräftig: Beide Ehegatten setzen ihren Partner als Alleinerben ein, ihr gemeinsames Erbe geht an die Schweizerische Eidgenossenschaft über, die dieses unter dem Namen Kiefer Hablitzel Stiftung gemäss genau festgelegter Bestimmungen verwenden soll.
Charles Kiefer begann 1943 damit, die finanzielle Grundlage für eine eidgenössische Stiftung zu schaffen, indem er Zahlungen auf ein Kontokorrent des Bundes bei der eidgenössischen Finanzverwaltung überwies. Nach seinem Tod setzte seine Frau die Zahlungen fort.
Am 5. März 1946, ein Jahr vor dem Tod von Charles Kiefer, wurde mit einem Kapital von 1,02 Millionen Fr. die «halb-private» Kiefer Hablitzel Stiftung gegründet, ihre Statuten wurden beim Handelsregisteramt Luzern hinterlegt. Die erste, konstituierende Sitzung des Stiftungsrates fand am 9. März 1951, 10 Monate nach dem Tod von Mathilde Kiefer statt. Zu dem Zeitpunkt betrug das Kapital bereits 6,2 Millionen Franken.
Gemäss dem Testament von 1941 soll der Ertrag dieses Kapitals alljährlich nach einem festen Verteilungsschlüssel den folgenden Institutionen zugewiesen werden:
- 2/16 an die Gottfried Keller-Stiftung.
- 3/16 an junge Künstler (Maler und Bildhauer) und Musiker schweizerischer Nationalität.
- 4/16 für die ETH Zürich, für die Forschung, sowie auch für Stipendien.
- 1/16 für eine Bundessubvention an die Schweizerische Vereinigung für Heimatschutz.
- 2/16 für den Schweizerischen Nationalpark, zur Deckung der Kosten und für die wissenschaftliche Forschung.
- 2/16 für den Zoologischen Garten in Basel.
- 2/16 zur Unterstützung an «Überseer-Kaufleute schweizerischer Nationalität, die nachweisen müssen, dass sie Vermögen erworben haben, dasselbe aber unverschuldet verloren haben und deshalb in die Schweiz zurückkehren mussten»[2]

Dieser letzte Teil konnte im Verlauf der Zeit oft nicht genutzt werden und wurde teilweise dem Gesamtkapital zugeführt. Ab 1984 wurden die zwei Sechzehntel den Kunst- und Musikpreisen zugeführt.
Die Kiefer Hablitzel Stiftung ist in der Öffentlichkeit vor allem wegen ihrer Förderung junger Künstler bekannt. Ihr Wirken erstreckt sich aber umfassend auf die Pflege der Natur, Wissenschaft und Künste. In den ersten fünfzig Jahren ihres Bestehens hat sie die verschiedenen Institutionen mit fast 20 Millionen Franken unterstützt. Der juristische Sitz der Stiftung ist Luzern, jener des Sekretariats ist Bern. Die Stiftung untersteht der Aufsicht der Schweizerischen Eidgenossenschaft.